# 久住小春
久住 小春（くすみ こはる、1992年7月15日 - ）は、日本の女優、モデル、歌手。オスカープロモーション所属。新潟県長岡市出身。

## 来歴

### 芸能活動
- 2005年5月、中学1年生のときにモーニング娘。のオーディションに合格[3]。

- 2006年4月、アニメ『きらりん☆レボリューション』の月島きらり役で声優デビュー[3]。

- 2006年7月、アニメの主題歌「恋☆カナ」でソロデビュー[3]。

- 2009年12月、モーニング娘。から卒業することを発表[3]。

- 2010年7月、山崎製パン「ふんわり食パン」シリーズのCMに出演[4]。

- 2010年9月から小学館のファッション雑誌『CanCam』の専属モデルとして活動[3]。

- 2014年1月、『発足!ギャル内閣』でテレビドラマに初出演[5]。

- 2015年7月23日発売の9月号をもって『CanCam』の専属モデルを卒業[6]。

- 2016年11月、所属事務所との契約を終了し、退所することが発表された[3]。

- 2017年4月7日、オスカープロモーションへ移籍したことが発表された[7]。

- 2024年に『瓜を破る〜一線を越えた、その先には』でドラマ初主演[8]。

## 人物
- ドラマや映画が好きで、家で映画を見たり映画館に行って映画を見たりしている[7]。

- 2011年、『CanCam』の好きなコーディネートランキングで1位を獲得[9]。

## 出演

### テレビドラマ
- 発足!ギャル内閣（2014年1月 - 3月、チバテレビ） - 主演・大和シン 役
- アゲイン!!（2014年7月21日 - 9月22日、毎日放送） - 安部珠貴 役
- トットてれび（2016年5月1日 - 6月18日、NHK） - スリーバブルス・直子 役
- 女囚セブン（2017年4月21日 - 6月9日、テレビ朝日） - 小春 役
- ドクターX〜外科医・大門未知子〜 第5シリーズ（2017年10月12日 - 12月14日、テレビ朝日） - 長森陽菜 役
- モブサイコ100（2018年1月18日 - 4月5日、テレビ東京）
- 仮面同窓会（2019年6月1日 - 7月21日、東海テレビ） - 今井奈緒 役
- 拝み屋階段Ⅱ（2019年7月8日 - 、BSテレ東） - 小橋美琴 役
- 特命刑事 カクホの女2 第1話（2019年10月18日、テレビ東京） - 井上七海 役
- リバイバルドラマ 居酒屋兆治（2020年7月23日、NHK BSプレミアム・NHK BS4K） - 菜々子 役
- ケイジとケンジ、時々ハンジ。（2023年4月13日 - 6月8日、テレビ朝日） - 三崎遥 役
- 瓜を破る〜一線を越えた、その先には（2024年1月24日 - 3月20日、TBS） - 主演・香坂まい子 役[8]
- ジョフウ 〜女性に××××って必要ですか?〜（2025年4月2日 - 6月4日、テレビ東京） - ミホ 役[10]

### ウェブドラマ
- 拝み屋怪談II（2019年7月6日 - 9月23日、ひかりTV・dTVチャンネル） - 小橋真琴 役
- オンラインシネマ「GIFT〜しあわせのカタチ〜」（2020年5月29日、ABEMA SPECIALチャンネル） - 主演・瑞樹 役

### ラジオドラマ
- FMシアター「父さんが会いにきた」（2024年5月18日、NHK-FM） - 鈴木咲 役[11]

### 映画
- レディ in ホワイト（2018年11月23日公開） - 相川來未 役[12]
- SHELL and JOINT（2020年3月27日公開）[13]
- 劇場版Filmate Film.2020「契約」（2021年2月27日・28日、ユナイテッドシネマアクアシティお台場）
- 土を喰らう十二ヵ月（2022年11月11日公開）
- GONZA（2023年6月30日公開） - 伊藤英美里 役[14]

### 吹き替え
- ディズニーチャンネル Kylie Cantrall
- エイリアンシッター ギャビー・デュラン（2020年 - 、主人公 ギャビー・デュラン）

### テレビアニメ
- きらりん☆レボリューション（2006年 - 2009年、月島きらり[15]）

### テレビ番組
- おはスタ（2006年 - 2014年3月31日、テレビ東京）[注釈 1]
- ピラメキーノ（2009年4月6日・8日・10日・14日・20日、テレビ東京)
- おはコロ（2010年4月3日 - 2011年3月26日、テレビ東京）
- ひみつの嵐ちゃん!（2011年11月10日、TBSテレビ）
- 音ボケPOPS（2014年4月6日 - 2015年9月20日、BS-TBS）
- FUJIWARAの技ありキッチン（BS12 トゥエルビ）
- GO! GO! ニンじゃぽん Season3（2020年1月 - 、北陸放送ほか）
- TOKYO BRANDNEW GIRLS（テレビ東京）
- BOAT RACEライブ 〜勝利へのターン〜（BSフジ）
- BOAT RACEプレミア 〜ハートビートボート〜（BSフジ）
- タクシー運転手さん一番うまい店に連れてって! （2024年4月11日、テレビ東京）

### 舞台
- 安倍内閣（2010年12月22日 - 27日、本多劇場）
- オンナ、ひと憂。（2013年9月12日 - 16日、ザ・ポケット） - 主演・若菜のぞみ 役[16]
- 『2LDK』-2013-（2013年10月20日、俳優座劇場）[17]
- 発足!ギャル内閣（2014年5月10日・11日、中目黒キンケロ・シアター） - 主演・大和シン 役
- PHANTASY STAR ONLINE2 -ON STAGE-（2014年12月4日 - 7日、青山劇場） - ミラ 役[18]
- 舞台 おおきく振りかぶって（2018年2月2日 - 12日、サンシャイン劇場） - 百枝まりあ 役[19][20]
- 音楽朗読劇「ヘブンズ・レコード〜青空篇〜」（2018年10月10日 - 12日、有楽町よみうりホール / 18日 - 21日、神戸新聞松方ホール）[21]
- 演劇集団Z-Lion 第10回公演「思い出すならAnotime」（2018年11月28日 - 12月2日、シアターサンモール）[22]
- 舞台 Filmate Film.2020「契約」（2020年11月7日‐8日、浅草公会堂）

### ラジオ
- TBC FUNふぃーるど・モーレツモーダッシュ（2005年11月7日 - 18日、TBCラジオ）
- VIP GROUP presents 久住小春 こはっぴーTIME（2016年1月9日 - 2020年6月27日、 FM PORT）
- 久住小春のMEDIASHIP927（2016年4月1日 - 2017年3月31日、BSNラジオ）
- VIP Group presents とんでこはりん（2020年7月6日 - 2022年3月28日、FM-NIIGATA）

### CM
- 山崎製パン （2010年7月 - 2012年5月）
  - ふんわり食パン（2010年7月 - ）
    - 「夏の食べ方」篇（2010年7月16日 - ）
    - 「しっかりメニュー」篇（2010年8月16日 - ）
    - 「今日は何」篇（2011年12月1日 - ）

  - キャンペーン（2011年1月 - ）
- サマンサタバサ
  - サマンサジェット・JAL（2012年3月20日 - ）[23]
  - U25 サマンサタバサ（2012年3月20日 - ）[23]
- ヒルサイドヴィラ シエルヴェルト・VIP GROUP（2016年4月29日 - ）[24]

### ランウェイ
- KOBE COLLECTION 2011 AUTUMN/WINTER（2011年9月4日、神戸ワールド記念ホール）
- CanCam × AneCan合同ファッションショー「Canコレ！」（2012年2月26日、ラフォーレミュージアム六本木）[25]
- STOCK STYLE 2012 SPRING/SUMMER（2012年5月13日、ベルサール渋谷ファースト）[26]
- Girls Award（国立代々木競技場第一体育館）
  - 2012 AUTUMN/WINTER（2012年11月8日）[27]
  - 2013 SPRING/SUMMER（2013年3月23日）[28]
  - 2013 AUTUMN/WINTER（2013年9月28日）[29]
  - 2014 SPRING/SUMMER（2014年4月19日）[30]
  - a-nation & Girls Award islandcollection by CanCam（2014年8月14日、国立代々木競技場第一体育館前 resort stage）[31]
- TOKYO RUNWAY 2013 SPRING/SUMMER（2013年3月20日、国立代々木競技場第一体育館）
- TOKYO GIRLS COLLECTION
  - SPRING LIVE Edition supported by 宮崎恋旅（2013年3月30日、延岡市西階総合運動公園陸上競技場）
  - Pray for FUKUSHIMA〜笑顔と元気のひまわりステージ〜supported by GLOBAL WORK（2014年8月22日、新大陸Great Summerスタジアム 新大陸ドキドキランド）[32]
- Rea*ma pastel party 2013 in TOKYO（2013年4月30日、Zepp DiverCity TOKYO）[33]

## ディスコグラフィ

### シングル
| 枚  | 発売日                                   | タイトル            | 規格品番    | 規格品番  |  |
| 枚  | 発売日                                   | タイトル            | 初回 限定盤 | 通常盤    |  |
| --- | ---------------------------------------- | ------------------- | ----------- | --------- |  |
| 1st | 2006年7月12日                            | 恋☆カナ             | EPCE-5413   | EPCE-5414 |  |
| 2nd | 2006年10月25日                           | バラライカ          | EPCE-5427   | EPCE-5428 |  |
| 3rd | 2007年5月2日                             | ハッピー☆彡         | EPCE-5469   | EPCE-5470 |  |
| 4th | 2007年11月7日(初回盤) ／11月28日(通常盤) | チャンス!           | EPCE-5510   | EPCE-5511 |  |
| 5th | 2008年7月16日                            | パパンケーキ        | EPCE-5563   | EPCE-5564 |  |
| 6th | 2009年2月4日                             | はぴ☆はぴ サンデー! | EPCE-5615   | EPCE-5616 |  |

### シングルV
| 枚  | 発売日         | タイトル            | 規格品番  |  |
| --- | -------------- | ------------------- | --------- |  |
| 1st | 2006年7月26日  | 恋☆カナ             | EPBE-5201 |  |
| 2nd | 2006年11月8日  | バラライカ          | EPBE-5210 |  |
| 3rd | 2007年5月9日   | ハッピー☆彡         | EPBE-5245 |  |
| 4th | 2007年11月28日 | チャンス!           | EPBE-5269 |  |
| 5th | 2008年7月30日  | パパンケーキ        | EPBE-5299 |  |
| 6th | 2009年2月11日  | はぴ☆はぴ サンデー! | EPBE-5319 |  |

### アルバム
| 枚     | 発売日         | タイトル        | 規格品番      | 規格品番  |  |
| 枚     | 発売日         | タイトル        | 初回 限定盤   | 通常盤    |  |
| ------ | -------------- | --------------- | ------------- | --------- |  |
| 1st    | 2007年2月28日  | ☆☆☆             | EPCE-5456     | EPCE-5457 |  |
| 2nd    | 2007年12月19日 | きらりん☆ランド | EPCE-5528〜29 | EPCE-5530 |  |
| 3rd    | 2008年12月17日 | きらりと冬      | EPCE-5606〜07 | EPCE-5608 |  |
| ベスト | 2009年3月11日  | ベスト☆きらり   | EPCE-5623〜24 | EPCE-5625 |  |

### 映像作品
| 発売日        | タイトル | 備考 |  |
| ------------- | -------- | ---- |  |
| 2009年9月30日 | Jump!!   | DVD  |  |

## 書籍

### 写真集
- 久住小春（2006年3月26日、ワニブックス、撮影：アライテツヤ） ISBN 978-4-8470-2923-3
- POP（2007年9月20日、角川グループパブリッシング、撮影：河野英喜） ISBN 978-4-04-894499-1
- 小春日記。（2008年7月25日、ワニブックス、撮影：唐木貴央） ISBN 978-4-8470-4102-0
- Sugar Doll（2009年9月27日、ワニブックス、撮影：西田幸樹） ISBN 978-4-8470-4202-7
- moment（2017年11月17日、双葉社、撮影：丸谷嘉長） ISBN 978-4-575-31321-5

### エッセイ
- 『17歳の転職』（2011年2月10日、ワニブックス）ISBN 978-4-8470-1965-4

### 雑誌
- CanCam
- Steady
- 美的
- ちゃお
- SOFT DARTS BIBLE

### 専属モデル
- CanCam（2011年11月号 - 2015年9月号） - 専属モデル